# 吴芝圃

吴芝圃

吳芝圃（1906年—1967年10月19日），原名殿祥，又名念庵、純甫，汉族，河南杞縣人，中国共产党党员，中共第八届中央委员，第一届、二届全国人大代表。其於大躍進運動中在任河南省省長名噪一時，1958年風雲一時的吳芝圃曾提出「躍進的哲學」，是當時的「左王」，在大躍進失敗以後其在河南省長期風評不佳。

## 生平
1906年3月16日生於趙村農民家。1924年入讀開封省立第二中學高中，因组织学生运动被开除学籍。1925年春，加入中國共產主義青年團。12月轉為中國共產黨黨員。1926年参加广州农民运动讲习所学习。领导了豫东农民武装起义。任中共杞县县委书记，开封市委委员兼组织部长，考城县委书记，郾城县工委书记。
抗日战争爆发后，任中共河南省委委员，中共豫西特委书记，河南省委组织部长，中共豫东特委书记，豫东游击第3支队司令员，中共豫皖苏区委书记，新四军游击支队副司令员。皖南事变后，任新四军第4师兼淮北军区政治部主任，中共淮北路西地委书记。第二次国共内战时期，任豫皖苏军区政治委员、豫皖苏区党委书记，华中军区第8军分区政治委员，中共中央华中分局宣传部部长、副书记，中共开封市委书记，豫皖苏边区行政公署主任兼开封市市长。
中华人民共和国成立后，任中原临时人民政府副主席，河南省人民政府副主席、主席，河南省省长，中共河南省委第二书记、第一书记，河南省军区政治委员，中共中央中南局书记处书记，对1959年信阳事件承认有领导责任。大跃进期间，当时河南省委内部出现以建设速度的争论，在激进的吴芝圃和稳健的潘复生之间，邓小平代表中央出面支持激进派在河南的领导权和作为。結果河南當地躍進運動大失誤、大失敗，生產大倒退，非正常死亡兩百多萬人。到1961年元月，吳芝圃代表省委開始檢查大躍進以來所犯的左傾蠻幹錯誤。
而1961年初當於上年底由毛澤東指定的信陽調查工作組一行到達河南時，吳芝圃是將他們安排到許昌專區的鄢靈縣，而沒有讓工作組看到信陽地區餓殍遍野的慘況。到2月份中共中央調廣東省書記文敏生任河南常務書記，調湖北省書記劉仰嶠任河南省委書記兼秘書長，至7月再調廣西第一書記劉建勳任河南第一書記，吳改任第二書記。劉建勳到任後開始所謂「救災書記」 第一步，即於1962年4月免去吳在河南的職務，調其到中南局任文教書記，同時河南省委也發出《關於潘復生同志右傾機會主義錯誤的平反決議》。
1967年在广州逝世，时年61歲。

## 评价
吴芝圃在1979年被平反，中共為他定性為「文革受害者」，但是大量證據表明，吳對河南省大躍進運動以及其后的大饑荒中出現的大量人口非正常死亡負有直接責任，可見於徐明寫的《吳芝圃與河南大躍進運動》及楊繼繩所著的《墓碑——中國六十年代大饑荒紀實》等書籍。

## 纪念文集
《吴芝圃诞辰百年纪念》中央文献出版社 2006-08。文集第1至第7部分，介绍吴芝圃在各个时期的革命经历和重要贡献。第8、9部分，为吴芝圃的追悼和纪念。第10、11部分，为吴芝圃的手迹和年谱。

### 引用
1. ↑  吳芝圃：〈躍進的哲學與哲學的躍進〉，《哲學研究》，1958年 第6期；1958年10月19日《河南日報》轉載
2. 1 2 3  徐明. 吳芝圃與河南大躍進運動 二十一世紀雙月刊　1998年8月號 總第四十八期 的存檔，存档日期2019-07-15.
3. ↑  . 中国研究.   [2013-06-05]. （原始内容存档于2020-12-30） （中文（简体））.
4. ↑  据张树藩的回忆，参见“信阳事件：一个沉痛的历史教训”，《百年潮》1999年第12期，第39-44页
5. ↑  楊繼繩.  (PDF). （原始内容存档于2023-06-23）.